# Chantal van Landeghem

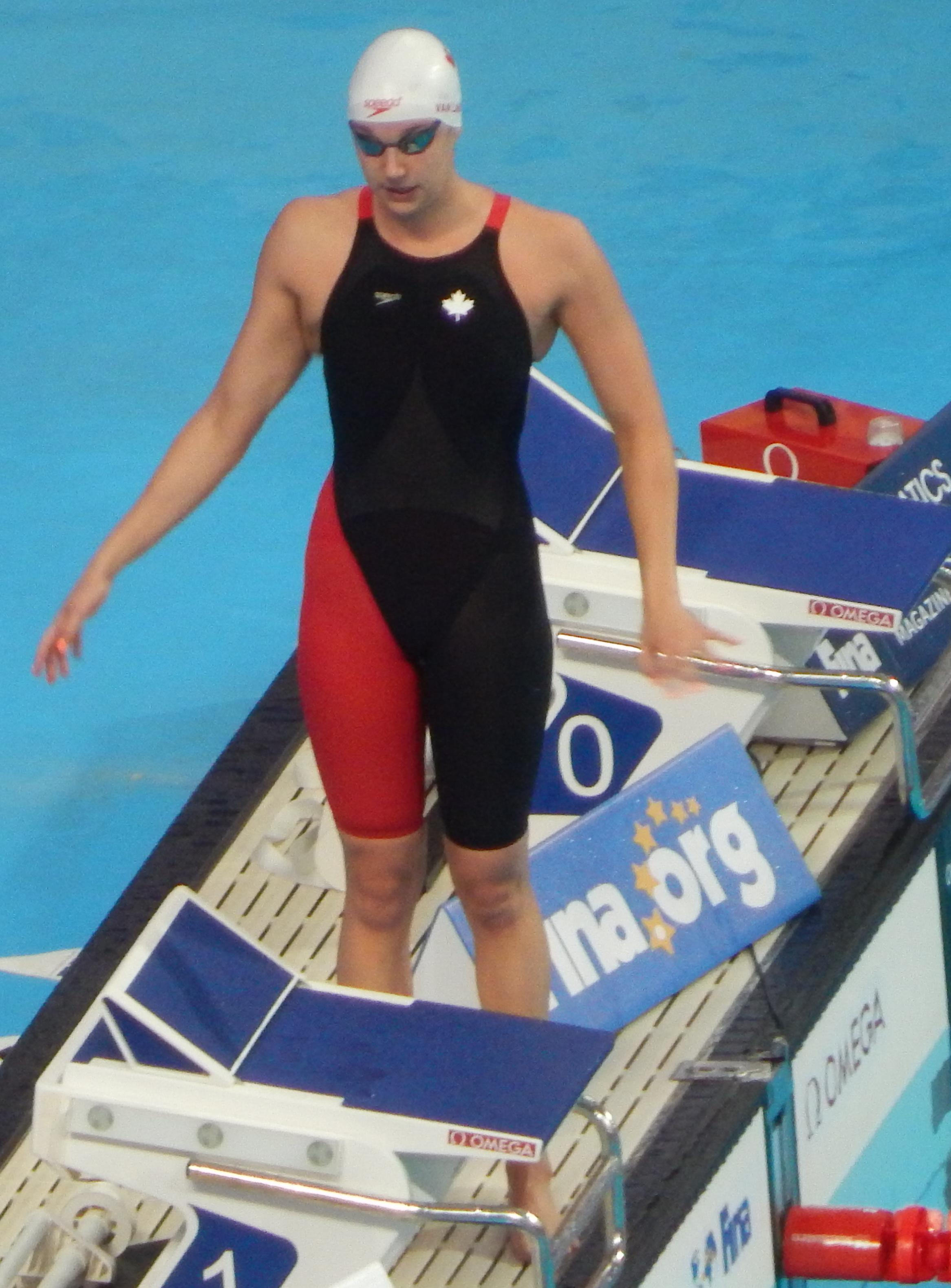
Chantal van Landeghem vor dem Halbfinalstart über 100 Meter Freistil, 2015 in Kasan

Chantal Jean van Landeghem oder Chantal Jean Van Landeghem (* 5. März 1994 in Winnipeg, Manitoba) ist eine ehemalige kanadische Schwimmerin. Sie gewann bei Olympischen Spielen eine Bronzemedaille. Bei Weltmeisterschaften erhielt sie drei Bronzemedaillen. Hinzu kamen zwei Goldmedaillen und eine Silbermedaille bei Panamerikanischen Spielen.

## Sportliche Karriere
Im Alter von vier Jahren begann Chantal van Landeghem im Manta Swim Club. Von 2012 bis 2016 studierte sie an der University of Georgia und schwamm für deren Sportteam.

### Die Jahre bis 2015
Bei den Weltmeisterschaften 2011 in Shanghai schied sie über 50 Meter Freistil im Halbfinale aus. Die 4-mal-100-Meter-Freistilstaffel mit Victoria Poon, Geneviève Saumur, Chantal van Landeghem und Julia Wilkinson belegte den sechsten Platz. Zwei Wochen später bei den Juniorenweltmeisterschaften in Lima wurde van Landeghem Vierte über 100 Meter Rücken. Über 100 Meter Freistil belegte sie den zweiten Platz hinter Lia Neal aus den Vereinigten Staaten. Über 50 Meter Schmetterling erkämpfte sie eine Bronzemedaille, zeitgleich mit ihr schlug die Südafrikanerin Vanessa Mohr an. Ebenfalls Dritte wurde van Landeghem über 50 Meter Rücken. Die kanadische 4-mal-100-Meter-Freistilstaffel gewann die Silbermedaille hinter dem US-Team. Schließlich wurde van Landeghem Dritte über 50 Meter Freistil. 2012 wurde Chantal van Landeghem über 50 Meter Freistil Dritte bei den Olympiaausscheidungen. In London startete nur Victoria Poon über diese Strecke. Im Dezember 2012 trat van Landeghem bei den Kurzbahnweltmeisterschaften in Istanbul an. Ihre beste Einzelplatzierung war der 14. Platz im Halbfinale über 100 Meter Freistil. Sowohl mit der 4-mal-100-Meter-Lagenstaffel als auch mit der 4-mal-100-Meter-Freistilstaffel verfehlte sie als Neunte der Vorläufe den Finaleinzug.
2013 bei den Weltmeisterschaften in Barcelona wurde die 4-mal-100-Meter-Freistilstaffel mit Victoria Poon, Sandrine Mainville, Chantal van Landeghem und Samantha Cheverton Fünfte. Über 50 Meter Freistil verpasste van Landeghem als Neunte des Halbfinales den Endlauf um sechs Hundertstelsekunden. Die 4-mal-100-Meter-Lagenstaffel mit Hilary Caldwell, Martha McCabe, Katerine Savard und Chantal van Landeghem schlug als Siebte an. Bei den Pan Pacific Swimming Championships 2014 wurde Chantal van Landeghem Fünfte über 100 Meter Freistil. Die kanadische 4-mal-100-Meter-Freistilstaffel mit Chantal van Landeghem, Victoria Poon, Michelle Williams und Alyson Ackman wurde Vierte. Über 50 Meter Freistil schlug van Landeghem als Dritte hinter den beiden Australierinnen Cate Campbell und Bronte Campbell an. Simone Manuel aus den Vereinigten Staaten wurde mit einer Hundertstelsekunde Rückstand auf die Kanadierin Vierte. Eine weitere Bronzemedaille erschwamm die 4-mal-100-Meter-Lagenstaffel mit Brooklynn Snodgrass, Kierra Smith, Katerine Savard und Chantal Van Landeghem.
Im Juli 2015 bei den Panamerikanischen Spielen in Toronto gewann Chantal van Landeghem über 100 Meter Freistil mit 0,23 Sekunden vor Natalie Coughlin aus den Vereinigten Staaten. Mit der kanadischen 4-mal-100-Meter-Freistilstaffel siegte sie mit 0,21 Sekunden Vorsprung vor dem US-Quartett. Über 50 Meter Freistil schlug Coughlin als Dritte an, vier Hundertstelsekunden dahinter wurde van Landeghem Vierte. Die 4-mal-100-Meter-Lagenstaffel mit Dominique Bouchard, Rachel Nicol, Noemie Thomas und Chantal van Landeghem erschwamm die Silbermedaille hinter dem US-Quartett und vor den Brasilianerinnen. Kurz darauf begannen in Kasan die Weltmeisterschaften 2015. Die 4-mal-100-Meter-Freistilstaffel mit Sandrine Mainville, Michelle Williams, Chantal van Landeghem und Katerine Savard belegte den fünften Platz. Nachdem van Landeghem über 100 Meter Freistil das Finale um eine Hundertstelsekunde verpasst hatte, erreichte sie den fünften Platz über 50 Meter Freistil. In der 4-mal-100-Meter-Mixed-Freistilstaffel erreichten Yuri Kisil, Karl Krug, Sandrine Mainville und Victoria Poon das Finale mit der siebtbesten Vorlaufzeit. Im Endlauf waren Santo Condorelli, Yuri Kisil, Chantal van Landeghem und Sandrine Mainville vier Sekunden schneller als die Vorlaufstaffel und wurden Dritte hinter den Teams aus den Vereinigten Staaten und aus den Niederlanden.

### 2016 und 2017
Bei den olympischen Schwimmwettbewerben 2016 in Rio de Janeiro schwamm die 4-mal-100-Meter-Freistilstaffel mit Sandrine Mainville, Chantal van Landeghem, Michelle Williams und Taylor Ruck die drittschnellste Vorlaufzeit. Im Finale unterboten Mainville, van Landeghem, Ruck und Penny Oleksiak die Vorlaufzeit um fast eine Sekunde und wurden Dritte hinter den Australierinnen und dem Quartett aus den Vereinigten Staaten. Als Neunte der Vorläufe und Zehnte des Halbfinales über 100 Meter Freistil verfehlte Chantal van Landeghem den Finaleinzug um eine halbe Sekunde. Über 50 Meter Freistil schwamm van Landeghem ebenfalls die zehntbeste Halbfinalzeit und lag damit acht Hundertstelsekunden hinter der Achten, die sich gerade noch für den Endlauf qualifizieren konnte. Die kanadische 4-mal-100-Meter-Lagenstaffel mit Kylie Masse, Rachel Nicol, Noemie Thomas und Taylor Ruck gewann ihren Vorlauf und zog mit der zweitbesten Vorlaufzeit in den Endlauf ein. Dort schwammen Kylie Masse, Rachel Nicol, Penny Oleksiak und Chantal van Landeghem 1,31 Sekunden schneller als die Vorlaufstaffel. Mit 0,48 Sekunden Rückstand auf die drittplatzierten Däninnen wurden die Kanadierinnen Fünfte.
Bei den Weltmeisterschaften 2017 in Budapest wurde die 4-mal-100-Meter-Freistilstaffel mit Sandrine Mainville, Chantal van Landeghem, Kayla Sanchez und Penny Oleksiak genauso Vierte wie die 4-mal-100-Meter-Lagenstaffel mit Kylie Masse, Kierra Smith, Penny Oleksiak und Chantal van Landeghem. In der 4-mal-100-Meter-Mixed-Lagenstaffel siegte das Quartett aus den Vereinigten Staaten vor der australischen Mannschaft. Dahinter schlugen die Staffeln aus China und aus Kanada zeitgleich an. Für Kanada starteten im Vorlauf Javier Acevedo, Richard Funk, Rebecca Smith und Chantal van Landeghem, im Endlauf waren Kylie Masse, Richard Funk, Penny Oleksiak und Yuri Kisil dabei. Auch Acevedo, Smith und van Landeghem erhielten eine Bronzemedaille. In der 4-mal-100-Meter-Mixed-Freistilstaffel schwammen im Vorlauf Yuri Kisil, Markus Thormeyer, Sandrine Mainville und Chantal van Landeghem. Im Finale siegte die Staffel aus den Vereinigten Staaten vor der aus den Niederlanden. Yuri Kisil, Jaime Acevedo, Chantal van Landeghem und Penny Oleksiak erreichten das Ziel als Dritte.